# Scolanthus callimorphus
Scolanthus callimorphus is een zeeanemonensoort uit de familie Edwardsiidae. Scolanthus callimorphus werd in 1853 voor het eerst wetenschappelijk beschreven door Philip Henry Gosse.

## Beschrijving
Deze gravende zeeanemoon heeft een langwerpige zuil, verdeeld in scapus en scapulus. De basis is afgerond maar niet naakt, het hele scapus is bedekt met een dichte, gerimpelde cuticula. Er zijn 16 lange tentakels, gerangschikt in 2 verschillende cycli namelijk een cyclus van 5 en een cyclus van 11 tentakels. De mondschijf en het scapulus hebben een patroon van crème, bleekgeel en donker paarsachtig bruin. De tentakels zijn doorschijnend, bruinachtig naar de uiteinden toe, gevlekt en gestreept met wit. Grootte is tot 120 mm lang, 10 mm diameter, span tentakels tot 100 mm.

## Verspreiding
Van Scolanthus callimorphus zijn slechts twee positieve waarnemingen bekend op de Britse Eilanden, de kust van Dorset en Kilkieran Bay in Connemara, West-Ierland, maar kunnen frequent voorkomen in het Engelse Kanaal; mogelijk is deze soort in het verleden verward met Edwardsia claparedii. Deze anemoon is ook bekend van de Kanaaleilanden, Noord-Frankrijk en de Middellandse Zee. 